# Élections législatives de 1978 en Moselle
Les élections législatives françaises de 1978 se déroulent les 12 et 19 mars 1978. Dans le département de la Moselle, huit députés sont à élire dans le cadre de huit circonscriptions.

## Élus
| Circonscription | Député sortant                                 | Parti | Parti | Député élu ou réélu | Parti | Parti     |
| --------------- | ---------------------------------------------- | ----- | ----- | ------------------- | ----- | --------- |
| 1re             | Jean Kiffer                                    |       | CNIP  | Jean Laurain        |       | PS        |
| 2e              | Pierre Kédinger                                |       | RPR   | Jean-Louis Masson   |       | RPR       |
| 3e              | César Depietri                                 |       | PCF   | César Depietri      |       | PCF       |
| 4e              | Henri Ferretti suppléant de Maurice Schnebelen |       | RI    | Henri Ferretti      |       | UDF (PR)  |
| 5e              | Julien Schvartz                                |       | RPR   | Julien Schvartz     |       | RPR       |
| 6e              | Anne-Marie Fritsch                             |       | PRV   | Jean-Éric Bousch    |       | RPR       |
| 7e              | Jean Seitlinger                                |       | CDS   | Jean Seitlinger     |       | UDF (CDS) |
| 8e              | Pierre Messmer                                 |       | RPR   | Pierre Messmer      |       | RPR       |

## Résultats

### Résultats à l'échelle du département
| Parti                 | Parti                                       | Premier tour | Premier tour | Second tour | Second tour | Sièges |
| Parti                 | Parti                                       | Voix         | %            | Voix        | %           | Sièges |
| --------------------- | ------------------------------------------- | ------------ | ------------ | ----------- | ----------- | ------ |
|                       | Rassemblement pour la République            | 118 376      | 23,71        | 103 180     | 22,95       | 4      |
|                       | Union pour la démocratie française          | 92 440       | 18,51        | 91 067      | 20,26       | 2      |
|                       | Centre national des indépendants et paysans | 35 259       | 7,06         | 44 962      | 10,00       | 0      |
|                       | Divers droite                               | 19 468       | 3,90         |             |             | 0      |
|                       | Divers droite (gaulliste)                   | 9 116        | 1,83         | 0           |             |        |
|                       | Majorité présidentielle                     | 274 659      | 55,01        | 239 209     | 53,22       | 6      |
|                       |                                             |              |              |             |             |        |
|                       | Parti socialiste                            | 119 088      | 23,85        | 143 851     | 32,00       | 1      |
|                       | Parti communiste français                   | 78 588       | 15,74        | 66 453      | 14,78       | 1      |
|                       | Union de la gauche                          | 197 676      | 39,59        | 210 304     | 46,78       | 2      |
|                       |                                             |              |              |             |             |        |
|                       | Extrême gauche                              | 13 347       | 2,67         |             |             | 0      |
|                       | Parti socialiste unifié                     | 5 611        | 1,12         | 0           |             |        |
|                       | Parti radical                               | 4 306        | 0,86         | 0           |             |        |
|                       | Divers écologiste                           | 3 697        | 0,74         | 0           |             |        |
|                       |                                             |              |              |             |             |        |
| Inscrits              | Inscrits                                    | 614 045      | 100,00       | 550 653     | 100,00      | 8      |
| Abstentions           | Abstentions                                 | 102 667      | 16,72        | 88 714      | 16,11       |        |
| Votants               | Votants                                     | 511 378      | 83,28        | 461 939     | 83,89       |        |
| Blancs et nuls        | Blancs et nuls                              | 12 082       | 2,36         | 12 426      | 2,69        |        |
| Exprimés              | Exprimés                                    | 499 296      | 97,64        | 449 513     | 97,31       |        |
| Source : Data.gouv.fr |                                             |              |              |             |             |        |

### Résultats par circonscription

#### Première circonscription (Metz-I)
| Candidat       | Candidat             | Parti                     | Premier tour | Premier tour | Second tour | Second tour |  |
| Candidat       | Candidat             | Parti                     | Voix         | %            | Voix        | %           |  |
| -------------- | -------------------- | ------------------------- | ------------ | ------------ | ----------- | ----------- |  |
|                | Jean Kiffer sortant  | CNIP                      | 35 259       | 38,9         | 44 962      | 48,78       |  |
|                | Jean Laurain élu     | PS                        | 27 539       | 30,38        | 47 214      | 51,22       |  |
|                | Jean-Paul Anderbourg | PCF                       | 14 129       | 15,59        | Retrait     | Retrait     |  |
|                | Maurice Demange      | Divers droite (Gaulliste) | 9 116        | 10,06        |             |             |  |
|                | Michel Dubat         | PSU (FA)                  | 2 551        | 2,81         |             |             |  |
|                | Alain Monniaux       | LO                        | 2 052        | 2,26         |             |             |  |
|                |                      |                           |              |              |             |             |  |
| Inscrits       | Inscrits             | Inscrits                  | 110 860      | 100,00       | 110 853     | 100,00      |  |
| Abstentions    | Abstentions          | Abstentions               | 18 199       | 16,42        | 17 028      | 15,36       |  |
| Votants        | Votants              | Votants                   | 92 661       | 83,58        | 93 825      | 84,64       |  |
| Blancs et nuls | Blancs et nuls       | Blancs et nuls            | 2 015        | 2,17         | 1 649       | 1,76        |  |
| Exprimés       | Exprimés             | Exprimés                  | 90 646       | 97,83        | 92 176      | 98,24       |  |

#### Deuxième circonscription (Metz-II)
| Candidat       | Candidat              | Parti             | Premier tour | Premier tour | Second tour | Second tour |  |
| Candidat       | Candidat              | Parti             | Voix         | %            | Voix        | %           |  |
| -------------- | --------------------- | ----------------- | ------------ | ------------ | ----------- | ----------- |  |
|                | Jean-Louis Masson élu | RPR               | 16 718       | 28,53        | 34 637      | 58,62       |  |
|                | Jean-Pierre Masseret  | PS                | 14 184       | 24,2         | 24 452      | 41,38       |  |
|                | Alice Saunier-Seïté   | UDF (PR)          | 12 242       | 20,89        | Retrait     | Retrait     |  |
|                | Jacques Antoine       | PCF               | 5 259        | 8,97         |             |             |  |
|                | Marie Judlin          | Rad               | 4 306        | 7,35         |             |             |  |
|                | Roger Vuillaume       | Divers écologiste | 3 697        | 6,31         |             |             |  |
|                | Roger Bour            | Divers droite     | 1 247        | 2,13         |             |             |  |
|                | Jean-Paul Soula       | LO                | 955          | 1,63         |             |             |  |
|                |                       |                   |              |              |             |             |  |
| Inscrits       | Inscrits              | Inscrits          | 71 559       | 100,00       | 71 555      | 100,00      |  |
| Abstentions    | Abstentions           | Abstentions       | 11 692       | 16,34        | 10 956      | 15,31       |  |
| Votants        | Votants               | Votants           | 59 867       | 83,66        | 60 599      | 84,69       |  |
| Blancs et nuls | Blancs et nuls        | Blancs et nuls    | 1 259        | 2,1          | 1 510       | 2,49        |  |
| Exprimés       | Exprimés              | Exprimés          | 58 608       | 97,9         | 59 089      | 97,51       |  |

#### Troisième circonscription (Thionville-Ouest)
| Candidat       | Candidat                     | Parti          | Premier tour | Premier tour | Second tour | Second tour |  |
| Candidat       | Candidat                     | Parti          | Voix         | %            | Voix        | %           |  |
| -------------- | ---------------------------- | -------------- | ------------ | ------------ | ----------- | ----------- |  |
|                | César Depietri sortant réélu | PCF            | 23 944       | 35,77        | 39 234      | 59,49       |  |
|                | René Drouin                  | PS             | 17 615       | 26,32        | Retrait     | Retrait     |  |
|                | Léon Arnould                 | UDF (PR)       | 15 249       | 22,78        | 26 717      | 40,51       |  |
|                | Roger Gauthier               | RPR            | 7 995        | 11,94        |             |             |  |
|                | Annick Jolivet               | LO             | 1 345        | 2,01         |             |             |  |
|                | Yvan Viry                    | LCR            | 447          | 0,67         |             |             |  |
|                | Alphonse Laux                | UOPDP          | 343          | 0,51         |             |             |  |
|                | Jean-Michel Cavajani         | CNIP           | 0            | 0            |             |             |  |
|                |                              |                |              |              |             |             |  |
| Inscrits       | Inscrits                     | Inscrits       | 80 418       | 100,00       | 80 415      | 100,00      |  |
| Abstentions    | Abstentions                  | Abstentions    | 12 106       | 15,05        | 12 196      | 15,17       |  |
| Votants        | Votants                      | Votants        | 68 312       | 84,95        | 68 219      | 84,83       |  |
| Blancs et nuls | Blancs et nuls               | Blancs et nuls | 1 374        | 2,01         | 2 268       | 3,32        |  |
| Exprimés       | Exprimés                     | Exprimés       | 66 938       | 97,99        | 65 951      | 96,68       |  |

#### Quatrième circonscription (Thionville-Est)
| Candidat       | Candidat                     | Parti          | Premier tour | Premier tour | Second tour | Second tour |  |
| Candidat       | Candidat                     | Parti          | Voix         | %            | Voix        | %           |  |
| -------------- | ---------------------------- | -------------- | ------------ | ------------ | ----------- | ----------- |  |
|                | Henri Ferretti sortant réélu | UDF (PR)       | 17 079       | 27,14        | 36 308      | 57,15       |  |
|                | René de Matteis              | PCF            | 14 429       | 22,93        | 27 219      | 42,85       |  |
|                | Jean-Claude Bouillé          | PS             | 13 207       | 20,98        | Retrait     | Retrait     |  |
|                | Thierry Burkard              | RPR            | 9 855        | 15,66        |             |             |  |
|                | Sylvie de Sélancy            | diss. UDF      | 6 056        | 9,62         |             |             |  |
|                | Dominique Abeille            | LO             | 1 096        | 1,74         |             |             |  |
|                | François Coubez              | Divers droite  | 720          | 1,14         |             |             |  |
|                | Marcel Grégoire              | UOPDP          | 489          | 0,78         |             |             |  |
|                | J. Pellizzari                | MDSF           | 6            | 0,01         |             |             |  |
|                |                              |                |              |              |             |             |  |
| Inscrits       | Inscrits                     | Inscrits       | 76 124       | 100,00       | 75 413      | 100,00      |  |
| Abstentions    | Abstentions                  | Abstentions    | 11 841       | 15,55        | 9 816       | 13,02       |  |
| Votants        | Votants                      | Votants        | 64 283       | 84,45        | 65 597      | 86,98       |  |
| Blancs et nuls | Blancs et nuls               | Blancs et nuls | 1 346        | 2,09         | 2 070       | 3,16        |  |
| Exprimés       | Exprimés                     | Exprimés       | 62 937       | 97,91        | 63 527      | 96,84       |  |

#### Cinquième circonscription (Saint-Avold)
| Candidat       | Candidat                      | Parti          | Premier tour | Premier tour | Second tour | Second tour |  |
| Candidat       | Candidat                      | Parti          | Voix         | %            | Voix        | %           |  |
| -------------- | ----------------------------- | -------------- | ------------ | ------------ | ----------- | ----------- |  |
|                | Julien Schvartz sortant réélu | RPR            | 29 118       | 41,76        | 38 054      | 54,41       |  |
|                | Lucien Chevalier              | PS             | 16 756       | 24,03        | 31 887      | 45,59       |  |
|                | Armand Nau                    | UDF (CDS)      | 10 658       | 15,29        |             |             |  |
|                | Marcel Zieder                 | PCF            | 8 596        | 12,33        |             |             |  |
|                | Roger Lawrynowicz             | PSU (FA)       | 3 060        | 4,39         |             |             |  |
|                | Serge Sapin                   | LO             | 1 534        | 2,2          |             |             |  |
|                |                               |                |              |              |             |             |  |
| Inscrits       | Inscrits                      | Inscrits       | 88 362       | 100,00       | 88 368      | 100,00      |  |
| Abstentions    | Abstentions                   | Abstentions    | 16 847       | 19,07        | 16 841      | 19,06       |  |
| Votants        | Votants                       | Votants        | 71 515       | 80,93        | 71 527      | 80,94       |  |
| Blancs et nuls | Blancs et nuls                | Blancs et nuls | 1 793        | 2,51         | 1 586       | 2,22        |  |
| Exprimés       | Exprimés                      | Exprimés       | 69 722       | 97,49        | 69 941      | 97,78       |  |

#### Sixième circonscription (Forbach)
| Candidat       | Candidat                    | Parti          | Premier tour | Premier tour | Second tour | Second tour |  |
| Candidat       | Candidat                    | Parti          | Voix         | %            | Voix        | %           |  |
| -------------- | --------------------------- | -------------- | ------------ | ------------ | ----------- | ----------- |  |
|                | Jean-Éric Bousch élu        | RPR            | 18 349       | 34,45        | 30 489      | 55,85       |  |
|                | Gérard Comunetti            | PS             | 12 991       | 24,39        | 24 100      | 44,15       |  |
|                | Anne-Marie Fritsch sortante | UDF (Rad)      | 11 760       | 22,08        | Retrait     | Retrait     |  |
|                | Jean-Marie Collé            | PCF            | 5 265        | 9,88         |             |             |  |
|                | Claude Bartier              | Divers droite  | 1 645        | 3,09         |             |             |  |
|                | Paul Mouzard                | Divers droite  | 1 373        | 2,58         |             |             |  |
|                | Élisabeth Podgorny          | LO             | 966          | 1,81         |             |             |  |
|                | Jean-Luc L'Hôte             | LCR            | 645          | 1,21         |             |             |  |
|                | Pierre Brune                | UOPDP          | 271          | 0,51         |             |             |  |
|                |                             |                |              |              |             |             |  |
| Inscrits       | Inscrits                    | Inscrits       | 68 162       | 100,00       | 68 161      | 100,00      |  |
| Abstentions    | Abstentions                 | Abstentions    | 13 403       | 19,66        | 12 198      | 17,9        |  |
| Votants        | Votants                     | Votants        | 54 759       | 80,34        | 55 963      | 82,1        |  |
| Blancs et nuls | Blancs et nuls              | Blancs et nuls | 1 494        | 2,73         | 1 374       | 2,46        |  |
| Exprimés       | Exprimés                    | Exprimés       | 53 265       | 97,27        | 54 589      | 97,54       |  |

#### Septième circonscription (Sarreguemines)
| Candidat       | Candidat                      | Parti          | Premier tour | Premier tour | Second tour | Second tour |  |
| Candidat       | Candidat                      | Parti          | Voix         | %            | Voix        | %           |  |
| -------------- | ----------------------------- | -------------- | ------------ | ------------ | ----------- | ----------- |  |
|                | Jean Seitlinger sortant réélu | UDF (CDS)      | 19 396       | 42,51        | 28 042      | 63,39       |  |
|                | Joseph Helleringer            | PS             | 8 334        | 18,27        | 16 198      | 36,61       |  |
|                | Théophile Hoellinger          | RPR            | 8 168        | 17,9         | Retrait     | Retrait     |  |
|                | Fernand Beckrich              | PCF            | 4 300        | 9,43         |             |             |  |
|                | Olivier Kirsch                | Divers droite  | 4 288        | 9,4          |             |             |  |
|                | Alain Delquigny               | LO             | 1 137        | 2,49         |             |             |  |
|                |                               |                |              |              |             |             |  |
| Inscrits       | Inscrits                      | Inscrits       | 55 882       | 100,00       | 55 888      | 100,00      |  |
| Abstentions    | Abstentions                   | Abstentions    | 8 709        | 15,58        | 9 679       | 17,32       |  |
| Votants        | Votants                       | Votants        | 47 173       | 84,42        | 46 209      | 82,68       |  |
| Blancs et nuls | Blancs et nuls                | Blancs et nuls | 1 550        | 3,29         | 1 969       | 4,26        |  |
| Exprimés       | Exprimés                      | Exprimés       | 45 623       | 96,71        | 44 240      | 95,74       |  |

#### Huitième circonscription (Sarrebourg)
|                | Pierre Messmer sortant réélu | RPR            | 28 173 | 54,64  |  |  |  |
|                | Oscar Gérard                 | Divers droite  | 10 189 | 19,76  |  |  |  |
|                | Jean-Maurice Salen           | PS             | 8 462  | 16,41  |  |  |  |
|                | Nino Ferino                  | PCF            | 2 666  | 5,17   |  |  |  |
|                | Nicole Brondel               | LO             | 2 067  | 4,01   |  |  |  |
|                |                              |                |        |        |  |  |  |
| Inscrits       | Inscrits                     | Inscrits       | 62 678 | 100,00 |  |  |  |
| Abstentions    | Abstentions                  | Abstentions    | 9 870  | 15,75  |  |  |  |
| Votants        | Votants                      | Votants        | 52 808 | 84,25  |  |  |  |
| Blancs et nuls | Blancs et nuls               | Blancs et nuls | 1 251  | 2,37   |  |  |  |
| Exprimés       | Exprimés                     | Exprimés       | 51 557 | 97,63  |  |  |  |